# Ariq Boqa
Ariq Boqa ou Ariq Böke (Mongol bichig : , cyrillique : Аригбөх, translittération : Arigbökh, chinois : 阿里不哥 ; pinyin : ālǐbùgē), mort en 1266, petit-fils de Gengis Khan, est un prince mongol, rival de son frère Kubilai pour devenir Grand Khan après la mort de leur frère Möngke en 1259.
Son échec en 1264 marque la perte de puissance de la partie centrale de l’empire mongol, c'est-à-dire des steppes situées au nord de la Chine.

## Biographie
Ariq Boka est le plus jeune fils de Tolui, fils de Gengis Khan, et de son épouse principale Sorgaqtani.

### L'empire mongol sous le règne de Möngke
Au début du règne de Möngke, l'empire mongol contrôle le nord de la Chine, les steppes d'Asie centrale (Djaghataï) et les steppes russes (Batu). En 1255, Houlagou, autre frère de Möngke, part à la conquête du califat abbasside de Bagdad, qu'il mène à bien.
En 1258, Möngke part lui-même avec Kubilaï conquérir le royaume Song du sud de la Chine. Il confie la régence du Khaganat (Grand Khanat) à Ariq Boka, à Karakoroum.

### La lutte pour le Grand Khanat

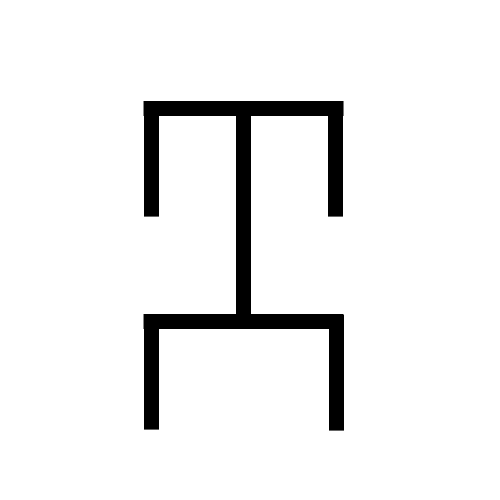
Tamgha d'Ariq Boqa

Quand Möngke meurt en 1259, Ariq Boqa et Kubilai sont tous deux disposés à prendre sa succession.
Ariq Boqa reçoit le soutien de la veuve, des enfants et des principaux ministres de Möngke, ainsi que des Torguts qui forment la garde impériale, de Qaïdu, petit-fils d'Ögödei, khan en Transoxiane, d'Alghu, dirigeant du Khanat de Djaghataï et de la Horde Blanche, branche occidentale de la Horde d'or. Kubilai a pour lui la cavalerie mongole, ainsi que des contingents alains, turcs, chinois et coréens.
Attaqué par Khadan, fils d’Ögödei, fils de Gengis Khan, Ariq Boqa perd deux fois Karakoroum. Kubilai entreprend un blocus à partir du nord de la Chine, mais c’est la trahison, pour une question de tribut, de son allié Alghu, qui porte à Ariq Boka le coup de grâce.
Ariq Boka se rend à Kubilai en 1264. Il est épargné, mais tenu prisonnier, et meurt au bout de deux ans.

## Suites et conséquences du conflit
Malgré les efforts de son allié Qaïdu, maître du Khanat de Djaghataï, la portion centrale de l’empire, représentant la tradition mongole originelle, perd en puissance par rapport aux branches orientale et occidentale. Kubilai établit en effet sa capitale à Khanbalik (actuelle Pékin) et devient un empereur chinois, fondant la dynastie Yuan et prenant le nom d'« empereur Shizu ». En Perse, Houlagou est à l'origine de la dynastie des Ilkhanides.
La défaite d’Ariq Boqa a également été préjudiciable à l'école Kagyu du bouddhisme tibétain, car Kubilai, qui soutient les Sakya, qu'il nomma responsables du Tibet, suspecta que le 2e karmapa Karma Pakshi avait établi des liens avec Ariq Boqa plutôt qu’avec lui.

## Famille
Il avait au moins 5 épouses et concubines avec 9 enfants

### Épouses
1. Ilchigmish khatun - fille de Toralchi, prince des Oirats et de Checheigen, est allée rejoindre son fils Nairubuqa après sa mort
2. Qutuqt Khatun - une dame de Naimans
  - Khalukhan Akhai - a épousé Tatakhtai Kurgen de Bayaut
  - Neguder Akhai - fiancé à Mongke Temur
3. Ashitai Khatun - Fille de Chigu, prince des Khongirad et de Temulun Beki (fille de Gengis Khan)
  - Yobuqur
  - Melik temür
  - Qutuq
  - Tamachi
  - Kamtaï
  - Nomgon - a épousé Chapar Kurgen d'Oirats

### Concubines
1. Qutlu - une dame de Khongirad
2. Irau-gui - une dame du clan Barulas
  - Nairubuqa

L’Ilkhan Arpa Ka'on (déc. 1336) et Yesüder ou Jorightu, empereur des Yuan du Nord, dernier reste en Mongolie de la dynastie Yuan après l’avènement des Ming, sont des descendants d'Ariq Boka.

### Ariq Boqa dans la culture populaire
La série télévisée turque Diriliş: Ertuğrul, qui relate  la vie d'Ertuğrul de 2014 à 2019, il est interprété par Emre Ercil.